# Svalutation/La barca
Svalutation/La barca è un singolo del cantante italiano Adriano Celentano, pubblicato nel maggio del 1976.

## Tracce
1. Adriano Celentano – Svalutation (L. Beretta, A. Celentano, V. Pallavicini, G. Santercole)
2. Adriano Celentano – La barca (L. Beretta, A. Celentano, V. Pallavicini, G. Santercole)